# Osseo (Minnesota)
Osseo es una ciudad ubicada en el condado de Hennepin en el estado estadounidense de Minnesota. En el Censo de 2010 tenía una población de 2430 habitantes y una densidad poblacional de 1.254,32 personas por km².

## Geografía
Osseo se encuentra ubicada en las coordenadas 45°7′4″N 93°23′58″O / 45.11778, -93.39944. Según la Oficina del Censo de los Estados Unidos, Osseo tiene una superficie total de 1.94 km², de la cual 1.94 km² corresponden a tierra firme y (0%) 0 km² es agua.

## Demografía
Según el censo de 2010, había 2430 personas residiendo en Osseo. La densidad de población era de 1.254,32 hab./km². De los 2430 habitantes, Osseo estaba compuesto por el 90.29% blancos, el 4.16% eran afroamericanos, el 0.53% eran amerindios, el 1.36% eran asiáticos, el 0% eran isleños del Pacífico, el 1.69% eran de otras razas y el 1.98% pertenecían a dos o más razas. Del total de la población el 3.62% eran hispanos o latinos de cualquier raza.